# Ipomoea tenuissima
Ipomoea tenuissima är en vindeväxtart som beskrevs av Jacques Denys Denis Choisy. Ipomoea tenuissima ingår i släktet praktvindor, och familjen vindeväxter. Inga underarter finns listade i Catalogue of Life.